# Peaches en Regalia
«Peaches en Regalia» es una composición instrumental de jazz fusión escrita por el músico y compositor estadounidense, Frank Zappa, originalmente incluida en el segundo álbum de estudio de Zappa, Hot Rats de 1969, como la primera pista del mismo. Desde entonces, fue tocada regularmente en conciertos del guitarrista, comúnmente abriendo el concierto (o el encore del mismo) y ha sido versionada en varias ocasiones.
Una versión de la pieza grabada por Zappa Plays Zappa (formada en parte por el hijo de Zappa, Dweezil y los exalumnos del mismo, Steve Vai y Napoleon Murphy Brock) ganó un premio Grammy a la "Mejor Interpretación Instrumental de Rock" en febrero de 2009.

## Composición
"Peaches en Regalia" es una pieza instrumental estructurada con precisión y que recuerda a una Obertura. Se diferencia de las siguientes piezas, que están al margen de improvisación. "Peaches..." se caracteriza por trinos de piano, sintetizadores y un sonido de batería profundo que se organiza en el centro de la mezcla en sonido estereofónico. 
La pieza tiene un efecto enérgico y dinámico, con una mezcla que se mueve alrededor, tal como en el álbum entero. Es pomposo a una manera de parodia, comparable a títulos posteriores como Regyptian Strut de Sleep Dirt (1979) y se beneficia de la tecnología de grabación multipista. Peaches en Regalia ha sido descrito como "una de las piezas más perdurables de Zappa" y es uno de los pocos títulos del músico que ocasionalmente se reproducen en la radio en Estados Unidos, pues se abre al oyente sin mucho esfuerzo

## Trasfondo y grabación
La primera versión de esta composición de la que se tiene registro en un estudio es un demo grabado el 18 de julio de 1969 llamado oficialmente "Piano Music (Section 3)", que si bien, tiene fragmentos, especialmente en el inicio que terminarían convirtiéndose en partes de "Peaches en Regalia", también tiene melodías y arreglos únicos de esa maqueta.
Más tarde, el día 28 del mismo mes en el estudio se grabó un prototipo de la canción, con Ian Underwood en el órgano, John Balkin en el bajo, Art Tripp III en la batería y Bunk y Buzz Gardner en el saxofón y trompeta respectivamente. Ese mismo día, con otro personal se grabó la pista de acompañamiento para la versión lanzada en Hot Rats. Fue grabada en dos secciones y en varias tomas cada una. 
Todo este material se encuentra en el box set de The Hot Rat Sessions, que conmemora los 50 años del álbum.

### Personal
Adaptado de los créditos en las notas de Hot Rats.
- Frank Zappa - octave bass, percusión
- Ian Underwood - instrumentos de teclado, saxofón, clarinete, flauta
- Shuggie Otis - bajo
- Ron Selico - batería

## Lanzamiento
Aparte de ser incluida en el álbum de 1969, la pista fue lanzada como sencillo con "Little Umbrellas", primera canción de la segunda cara del LP como lado B.

### Apariciones posteriores
La canción luego fue retomada una y otra vez por Zappa e incluida en varios álbumes recopilatorios de Zappa, por ejemplo en muchos conciertos en vivo, también en los álbumes Fillmore East - June 1971, Tinseltown Rebellion de 1981 y dos álbumes de la serie Beat the Boots.

## Legado
La canción se ha vuelto una de las más populares entre el catálogo de Zappa, y una de sus piezas más aclamadas, junto con otras canciones de Hot Rats como "Willie the Pimp" y "The Gumbo Variations".
Don Miguel Vilanova (alias Botafogo), un músico de blues argentino, tenía una banda a finales de los 80, inspirada en el blues y específicamente en la canción de Zappa "Peaches en Regalia", cuyo nombre se tradujo literalmente al español como "Durazno de Gala".
La melodía se utiliza como música de fondo instrumental en el programa de radio de la BBC de Londres presentado por Danny Baker. También fue la melodía del programa de principios de la década de 1970 de la BBC Two, One Man's Week.